# SITD
SITD, стилізоване [:SITD:] – німецький EBM/індастріал гурт, який заснували 1996 року Карстен Яцек (Carsten Jacek) і Торстен Лау (Thorsten Lau).  SITD — абревіатура від  Shadows In The Dark (укр. тіні в темряві).

## Історія
Гурт SITD був заснований Яцеком і Лау в Рурському регіоні Німеччини. У перші три роки існування команда самостійно випустила свої перші два альбоми: Mourning country (1996) та  Atomic (1999). У 1999 році Лау покинув колектив і його замінив Томас Лесченські (Thomas Lesczenski). У 2001 році до гурту приєднався Андре Сорге (Andrè Sorge), з яким вони вирушили в тур Futureperfect, разом з такими командами як VNV Nation і XPQ-21. 2001 року SITD також випустили свій найвизначніший дотепер хіт під назвою Snuff Machinery, який вільно використав семпл діалогу з німецького дубляжу до американського фільму-трилеру 1999 року 8 мм (у якому йдеться про явище снафф-фільмів). Сорге покинув гурт до кінця 2001 року.
У 2002 році SITD випустили свій перший EP альбом Snuff EP під лейблом Accession Records, а також виступили на фестивалі Zillo Festival. Snuff зайняв 10-те місце на Deutsche Alternative Chart 2002 року.
2003 року до них приєднався Франческо Д'анжело (Francesco D'Angelo) і вийшов EP Laughingstock, а потім й повноцінний альбом Stronghold. Альбом Stronghold досяг 2-ї позиції в Топ Альбом Національної категорії за 2003 рік на Deutsche Alternative Chart (DAC). Крім того, гурт виступив на двох великих фестивалях: M'era Luna і Infest.
У 2004 році гурт виступав на фестивалі Zillo (зі Skinny Puppy) та Elektronisches Hilfswerk Charity Tour, разом з VNV Nation, Combichrist і NamNamBulu.
2005 року SITD випустив альбом Coded Message:12, а також міні-альбом (EP) Richtfest and Odyssey:13. Гурт вирушив у турне в підтримку Coded Message, де знову грав на фестивалях Zillo і M'era Luna, а також у підтримку колективу VNV Nation з Formation Tour. Сингл Richtfest посів 12-те місце у Deutsche Alternative Chart (DAC).
У 2007 році SITD потрапив, як один з двох колективів, (поряд з Painbastard) на подвійний EP Klangfusion Vol.1. Це, власне, була прелюдія до їхнього 3-го повноформатного альбому Bestie: Mensch. У обмежене видання цього альбому (limited edition- англ.), що мав вигляд  подвійного CD, також входили компіляції низки реміксів SITD на пісні інших гуртів, що були зібрані протягом багатьох років. 2008 року група зробила ремікс двох пісень This is Deutsch та  Kann denn Liebe Sünde Sein, з альбому Sünde, індастріал метал гурту Eisbrecher.
У 2009 році SITD представляє свій новий альбом ROT. У психології кольору, ROT (червоний), асоціюється з енергією, теплом, кров'ю і сильними емоціями, такими як: агресія, пристрасть і любов.
У 2010 році SITD вирушив у тур з VNV Nation на Faith, Power, and Glory tour.
У жовтні 2014 року в світ виходить шостий повноцінний альбом гурту Dunkelziffer.

## Дискографія

### Студійні альбоми
- 2003: Stronghold

- 2005: Coded Message: 12

- 2007: Bestie:Mensch

- 2009: Rot

- 2011: Icon:Koru

- 2014: Dunkelziffer

### Міні-альбоми (EP)
- 2002: Snuff E.P.

- 2005: Odyssey:13

- 2016: Brother Death

### Сингли
- 2003: Laughingstock

- 2005: Richtfest

- 2007: Klangfusion Vol. 1 - Kreuzgang/Nyctophobia (Double single, Split with Painbastard)

### Демо
- 1996: Trauerland

- 1999: Atomic